# 児頭骨盤不均衡
児頭骨盤不均衡（じとうこつばんふきんこう、英: CPD; cephalopelvic disproportion）は、妊娠・出産に際し問題となる状況で、胎児の頭と母体の骨盤の大きさが釣り合っていないために、経腟分娩が不可能な状態である。

## 概念
本症は、分娩に関する異常のうちで産道の異常に分類される。通常の分娩では、胎児が母体の骨盤内を通過し膣から出産する（経膣腟娩）。しかし本症では、児頭が母体の骨盤よりも大きいかまたはほぼ同じであるために、胎児が物理的に母体の骨盤を通過することができない。したがって分娩形式は帝王切開となる。

## 原因
一般的に、妊婦が身長150cm以下の低身長の場合は、骨盤が小さいこと（狭骨盤）が疑われるので児頭骨盤不均衡の可能性が高い。もちろん、狭骨盤であっても児頭が小さければ経腟分娩が可能である。

## 診断
- Seitz法(＋)（仰臥位の触診で児頭が恥骨結合よりも高い位置にある）
- 分娩直前にもかかわらず児頭が浮動している
- 産科的骨盤部X線撮影で、産科的真結合線－児頭大横径＜1 cm

このようなときに本症を考える。
なお、産科的真結合線から児頭大横径を引いた長さが約1cmあっても経腟分娩が不可能な理由は、これらの計測値は骨の間隔ないし大きさを計測しており結合組織などの軟部組織は算入されていないためである。これらを含めると実際に胎児が通過する空間はより狭いことがわかる。

## その他
物理的に経腟分娩が困難であるので、子宮収縮促進薬（オキシトシンなど）の投与は禁忌である。ただし、本症を疑った場合の試験的な分娩に際して子宮収縮促進薬を用いる場合はこの限りではない。